# IBM Tivoli Directory Server
Tivoli Directory Server – komercyjna implementacja serwera LDAP v3 napisana przez IBM Corp., przeznaczona głównie dla odbiorców instytucjonalnych oraz korporacyjnych, chcących zbudować główną usługę katalogową.
ITDS jest dostępny na platformy: x86 (systemy Linux, Windows), z/OS (systemy Mainframe), SPARC (systemy Solaris), PA-RISC (system HP-UX) oraz PowerPC (systemy AIX, Linux).
Domyślna instalacja składa się z bazy danych DB2 9 (Specjalnie licencjonowana Enterprise Server Edition), serwera LDAP ibmslapd oraz narzędzia administracyjnego Web Administration Tool.

## Podstawowe cechy
- Pełna zgodność ze standardem LDAP v3.
- Zdolność do przechowywania wielu milionów obiektów.
- Wysoka skalowalność oraz wydajność zapewniona przez sprawdzony silnik bazodanowy.
- Implementacja list kontroli dostępu – ACL (w wersji filtrowanej i niefiltrowanej).
- Mechanizm klas bezpieczeństwa (security class) określjący dostęp do poszczególnych atrybutów.
- Grupy administracyjne zapewniające wysoką granularność w delegowaniu wysokich uprawnień na serwerze usługi katalogowej.